# BD-17°63 b
BD-17°63 b는 고래자리 방향으로 지구에서 113 광년 떨어져 있는 외계 행성이다. 어머니 항성 BD-17°63은 K 분광형의 주계열성으로 겉보기 등급 +10이며 따라서 맨눈으로는 볼 수 없다. 이 행성은 최소 질량이 목성의 약 5.1배이며 모항성으로부터 평균 약 1.34 천문단위 떨어져 돌고 있다. 그러나 이심률은 0.54로 매우 큰 편이며 모항성으로부터 가장 가까울 때는 약 0.62 천문 단위까지 접근했다가 멀어질 때는 약 2.06천문단위까지 물러난다. 우리 태양계에 대입할 경우, 금성보다 태양에 가까워졌다가 화성보다 멀어지는 셈이다. 1회 공전에는 약 656일이 걸린다.
2008년 10월 26일 칠레 아타카마 사막 소재 라 실라 천문대 유럽 우주국 3.6미터 망원경에 설치된 HARPS 분광 사진기를 이용, Moutou 연구진이 발견했다.

## 같이 보기
- HD 143361 b
- HD 145377 b
- HD 153950 b
- HD 20868 b
- HD 48265 b
- HD 73267 b

## 참고 문헌
- (영어) Moutou;  외. (2008년 10월 26일). “The HARPS search for southern extra-solar planets XVII. Six long-period giant planets around BD -17 0063, HD 20868, HD 73267, HD 131664, HD 145377, HD 153950”. 《Astronomy & Astrophysics》 (abstract) 1. arXiv:0810.4662.